# Pamela Dellal
Pamela Dellal (nascida em 1960) é uma meio-soprano de ópera e concertos, uma musicóloga e professora acadêmica estadounidense. Ela tem realizado música clássica desde a da idade média Hildegarda de Bingen a contemporânea. Ela está no corpo docente do Conservatório de Boston, e da Universidade Brandeis, e na Escola de Música Longy do Bard College. Ela é conhecida por ter traduzido os textos de música de Johann Sebastian Bach.

## Início da vida e educação
Pamela Dellal nasceu em West Caldwell, Nova Jersey, e matriculou-se na Universidade de Boston em 1977 para estudar flauta e voz. O seu primeiro mentor foi Thomas Dunn, diretor de música de Sociedade Händel e Haydn, que a aceitou na câmara coro da universidade. Ela foi convidada para se juntar a à Sociedade Handel e Haydn em 1979. Na década de 1980 ela também trabalhou no departamento clássico de Harvard Coop.

## Carreira
Dellal tem colaborado com muitos conjuntos e apareceu em muitos festivais ao longo da sua carreira, incluindo o Festival de Início de Música em Boston, Aston Magna, e os Músicos do Antigo Posto de Estrada. No ópera, ela apareceu como Dido em Purcell Dido and Aeneas, como Melisso em Handel Alcina, em Mozart, La clemenza di Tito como Sesto, em sua Così fan tutte como Dorabella, como Lucretia em Britten O Estupro de Lucrécia, como Erika no Barbeiro Vanessa, e como Paulina em João Harbison's Conto de Inverno , depois de Shakespeare.
Nos espetáculos ela apareceu no Kennedy Center com estreia em Bach Missa em Si Menor, conduzido por Juliano Wachner. Ela se apresentou, em 1989, no SUNY Purchase de música de Vivaldi com os mestres Cantores de Westchester realizadas pelo Les Robinson Hadsell, sua Glória, o Magnificat e Beatus vir, ao lado de Rosa Lamoreaux. Ela apareceu no Avery Fisher Hall , em 1994, em Handel O Messias com a Sociedade Händel e Haydn, realizado por William Christie. Em 1995, ela cantou com eles, conduzida por Christopher Hogwood, de Bach, a Missa em sol menor e Handel Dixit Dominus. Ela cantou a estreia de uma câmara de trabalho por Harbison, um A Sete Idades, que ela cantou em Boston, Londres, Nova Iorque e San Francisco.

Ela gravou em 1995 a música por Hildegarda de Bingen, com o ensemble Sequentia. Ela gravou cantatas de Bach com Música de Emmanuel, conduzida por Craig Smith, e escreveu traduções para as suas performances. Ela gravou, em 2002 um ciclo de música por Martin Boykan, Um Pacote para Susan (2000), com o pianista Donald Berman. Ela gravou Harbison do WinterTale em 2012 com o Boston Orquestra Moderna do Projeto. Em 2013, ela gravou a raramente realizada Lieder, por Fanny Mendelssohn, Hélène de Montgeroult e Louis Spohr. Ela é amplamente considerado pela sua "clareza de dicção em alemão".
Dellal frequenta a faculdade de Boston Conservatory, Universidade Brandeis, e o Escola de Música Longy do Bard College, onde ela ensina a voz e dicção.
Como tradutora ela tem traduzido em cantata em italiano e textos a partir do século XVIII e XVIII, e várias óperas de Handel. Ela é "conhecida em todo o mundo por sua tradução completa de Bach, textos completos" de alemão para inglês.